# Nina Șubina
Nina Șubina (n. 1936, Khmelovee, Arhanghelsk, Rusia) - actriță.
Pe numele său real Nina Pavlovna Șubina.
Mamă a 7 copii, Nina Șubina a devenit celebră datorită interpretării rolului principal din filmul "Bunica" ("Granny", 2003), una din cele mai importante pelicule rusești din ultimii ani.
Născută în satul Khmelove, din districtul Konoșa, regiunea Arhanghelsk, Nina s-a mutat apoi în satul Podyuga.
În 2003 regizoarea Lidia Bobrova a invitat-o pe Nina Șubina să interpreteze rolul principal al mătușei Tosia din filmul "Bunica". La început ea a refuzat dar în cele din urmă și-a dat acordul pentru acest proiect.
O parte a acestui film a fost filmată în satul Welz, nu departe de satul natal al Ninei.

## Filmografie
- "Bunica" (Granny, Babusya, Baboussia, Бабуся) - 2003

## Premii
- Lebăda de Aur și Premiul Special al Juriului la Copenhagen International Film Festival 2004.
- Marele Premiu și premiul Publicului la Cottbus Film Festival of Young East European Cinema 2003.
- Premiul Special al Juriului, Award of Ecumenical Jury și Premiul Don Quijote la Karlovy Vary International Film Festival 2003.
- Golden Olive Tree la Lecce Festival of European Cinema 2003.
- Steaua de Aur la Marrakech International Film Festival 2003.
- Premiul Publicului la Paris International Cinema Meeting 2003.

1. ↑  „Nina Șubina”, Freebase Data Dumps[*] Verificați valoarea |titlelink= (ajutor)